# ERES-Stiftung
Die gemeinnützige ERES-Stiftung in München vermittelt naturwissenschaftliche Fragestellungen durch die Mittel von Kunst und Kultur.

## Aktivitäten

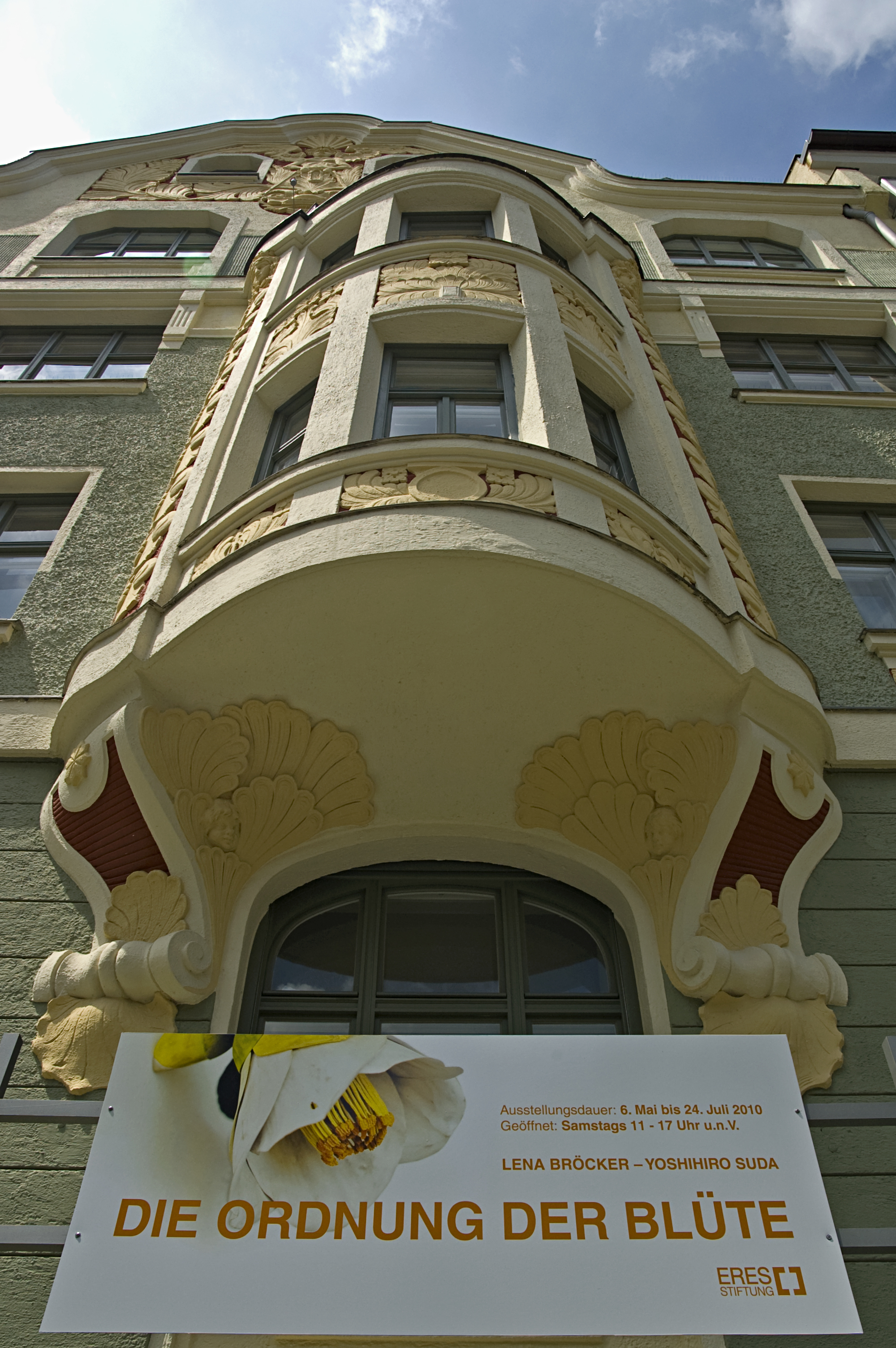
Sitz der ERES-Stiftung: Jugendstilhaus mit halbrundem Erker, 1900 von Eugen Hönig und Karl Söldner

Die Stiftung lädt bildende Künstler ein, gesellschaftliche Themen mit naturwissenschaftlichem Hintergrund, interdisziplinär aus künstlerischer Perspektive zu durchleuchten. Die Kunstwerke werden in den eigenen Räumen in München-Schwabing oder bei Partnern ausgestellt.
Die Ausstellungen werden begleitet von einem Symposium- bzw. Vortragsprogramm (teilweise moderiert vom Ressortleiter Wissen der SZ, Patrick Illinger) und publiziert. Bisherige Themen waren Rohstoffknappheit, zunehmende Urbanisierung oder Biodiversität im Anthropozän. Im Rahmen des Programms Perspektiven wurden Werke von unter anderen Wolfgang Tillmans und Mark Dion gezeigt.

## Veröffentlichungen (Auswahl)
- Eres Stiftung – Hallo, du da von Evelyn Vogel, in Süddeutsche Zeitung, 17. Oktober 2016.[7]
- Megapolis: Megastädte in Kunst und Klimaforschung herausgegeben von Sabine Adler. München: ERES-Stiftung, 2014, 96 Seiten kartoniert, ISBN 978-3-00-045763-0.
- Gletscherdämmerung: Klimawandel und die Folgen herausgegeben von Sabine Adler. München: ERES-Stiftung, 2008, 192 Seiten kartoniert, ISBN 978-3-00-023658-7.